# SV Wacker Burghausen
Sportverein Wacker Burghausen é uma agremiação esportiva alemã, fundada em 1930, sediada na Baviera. Atualmente milita na 3. Fußball-Liga, a terceira divisão do futebol alemão. Seu estádio é o Wacker Arena de Burghausen, com capacidade para 12.000 lugares.

## História
Com 6.000 sócios, o clube é uma das sociedades poliesportivas maiores da Alemanha, estando ativa em 12 esportes diferentes. Criado em 1930, venceu o campeonato da Baviera Oriental três anos mais tarde. Em seguida, caiu em um período obscuro participando por muitos anos da quarta divisão. A reviravolta ocorre na metade dos anos 1990 com a promoção à Regionalliga Süd (III) e, em 2002-2003, com o ingresso na Zweite Bundesliga.
O clube traz o nome de um fazenda local de produtos químicos, os quais são os patrocinadores.

## Títulos

### Liga
- Regionalliga Süd (III) 
  - Campeão: 2002;
- Bayernliga (IV)
  - Campeão: 1995;
- Landesliga Bayern-Süd (IV) 
  - Campeão: 1993;
  - Vice-campeão: 1973, 1984;
- 2° Amateurliga Oberbayern A (IV) 
  - Campeão: 1962;
- Bezirksliga Oberbayern-Ost (V)
  - Campeão: 1965, 1983;

### Copas
- Copa da Bavária
  - Vice-campeão: (3) 2009, 2010, 2011;

### Time reserva
- Landesliga Bayern-Süd (V) 
  - Campeão: 2005;
- Bezirksoberliga Oberbayern (VI)
  - Vice-campeão: 2001;
- Bezirksliga Oberbayern-Ost (VII)
  - Vice-campeão: 1999;

### Categorias de base
- Bavarian sub-19 championship
  - Campeão: 2006;
  - Vice-campeão: 2011;
- Bavarian sub-17 championship
  - Campeão: 2009;
  - Vice-campeão: 2005;

## Cronologia recente
A recente performance do clube:
| Temporada | Divisão          | Módulo | Posição |
| 1999–2000 | Regionalliga Süd | III    | 4°      |
| 2000–01   | Regionalliga Süd | III    | 13°     |
| 2001–02   | Regionalliga Süd | III    | 1° ↑    |
| 2002–03   | 2° Bundesliga    | II     | 10°     |
| 2003–04   | 2nd Bundesliga   | II     | 10°     |
| 2004–05   | 2° Bundesliga    | II     | 9°      |
| 2005–06   | 2° Bundesliga    | II     | 8°      |
| 2006–07   | 2° Bundesliga    | II     | 17° ↓   |
| 2007–08   | Regionalliga Süd | III    | 7° ↑    |
| 2008–09   | 3° Liga          | III    | 18° ↓   |
| 2009–10   | 3° Liga          | III    | 17°     |
| 2010-11   | 3° Liga          | III    | 18°     |
| 2011–12   | 3° Liga          | III    | 6°      |